# Biały Bór (gmina)
Biały Bór – gmina miejsko-wiejska w Polsce położona w województwie zachodniopomorskim, w północno-wschodniej części powiatu szczecineckiego. Siedzibą gminy jest miasto Biały Bór. Według danych z 31 grudnia 2016 r. gmina miała 5302 mieszkańców. Natomiast według danych z 31 grudnia 2019 roku gminę zamieszkiwało 5249 osób.
Miejsce w województwie (na 114 gmin):

powierzchnia 25., ludność 74.

## Położenie

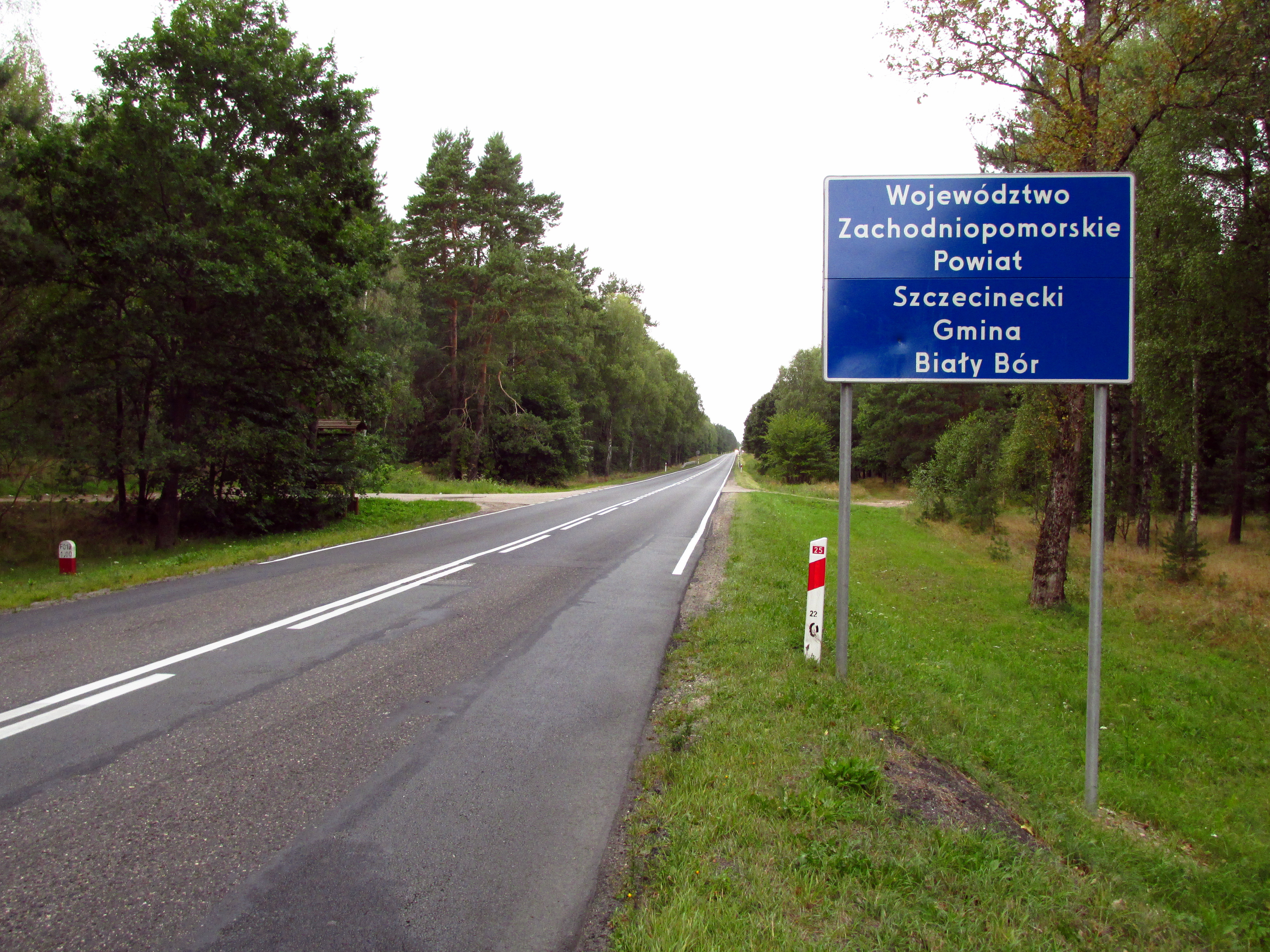
Znak na granicy gminy

Według danych z 1 stycznia 2009 powierzchnia gminy wynosi 269,93 km².
Gmina stanowi 15,3% powierzchni powiatu.
W latach 1975–1998 gmina położona była w województwie koszalińskim.
Sąsiednie gminy:
- Szczecinek (powiat szczecinecki)
- Bobolice i Polanów (powiat koszaliński)

w województwie pomorskim:
- Miastko (powiat bytowski)
- Koczała i Rzeczenica (powiat człuchowski)

## Demografia
Według danych z 31 grudnia 2016 r. gmina miała 5302 mieszkańców, co stanowiło 6,8% ludności powiatu. Gęstość zaludnienia wynosi 19,6 osoby na km².
Dane z 31 grudnia 2016 r.:
| Opis           | Ogółem | Ogółem | Kobiety | Kobiety | Mężczyźni | Mężczyźni |
| -------------- | ------ | ------ | ------- | ------- | --------- | --------- |
| Jednostka      | osób   | %      | osób    | %       | osób      | %         |
| Populacja      | 5302   | 100    | 2642    | 49,83   | 2660      | 50,17     |
| Miasto         | 2170   | 40,93  | 1133    | 21,37   | 1037      | 19,56     |
| Obszar wiejski | 3132   | 59,07  | 1509    | 28,46   | 1623      | 30,61     |

W 2002 roku w powszechnym spisie ludności na 5280 mieszkańców gminy Biały Bór przeważająca większość zdeklarowała narodowość polską. Największą grupą obywateli polskich należącą do mniejszości narodowej lub etnicznej była mniejszość ukraińska, do której należało 560 osób, stanowiących 10,6% ogółu mieszkańców gminy.

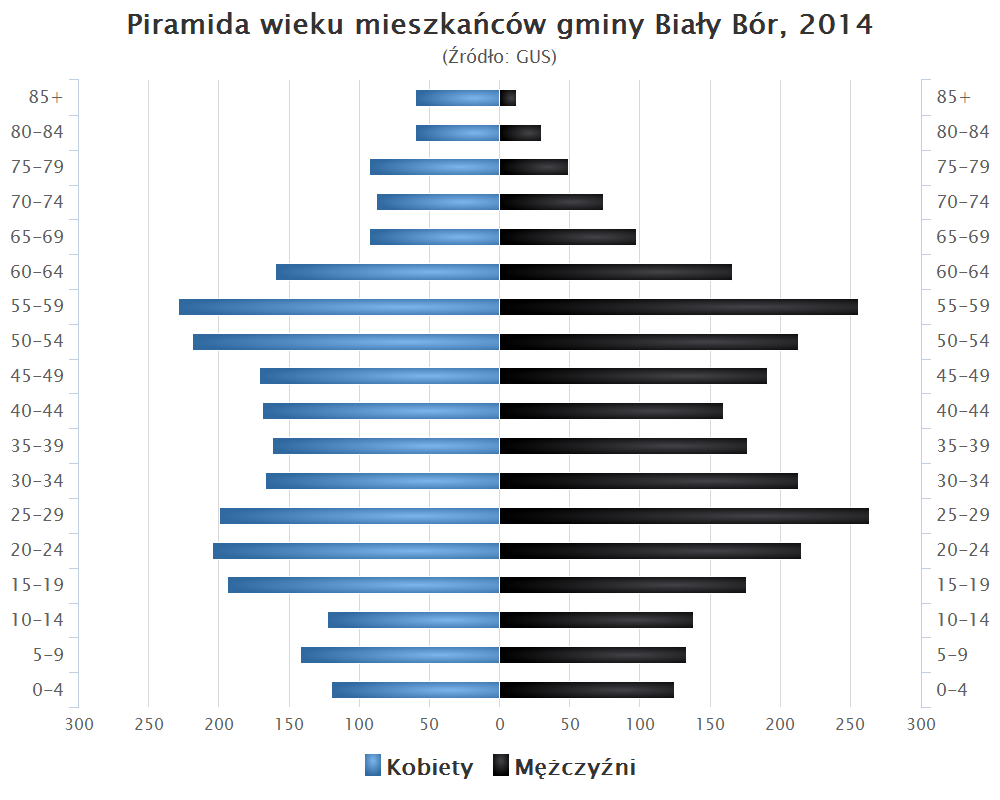
Piramida wieku mieszkańców gminy Biały Bór w 2014 roku

| Mniejszość           | Liczba osób | Procentowy udział w gminie | Liczba osób deklarujących używanie w kontaktach domowych języka mniejszości | Procentowy udział w gminie |
| -------------------- | ----------- | -------------------------- | --------------------------------------------------------------------------- | -------------------------- |
| Mniejszość ukraińska | 560         | 10,606%                    | 491                                                                         | 9,299%                     |
| Mniejszość niemiecka | 13          | 0,246%                     | 35                                                                          | 0,663%                     |

## Przyroda i turystyka

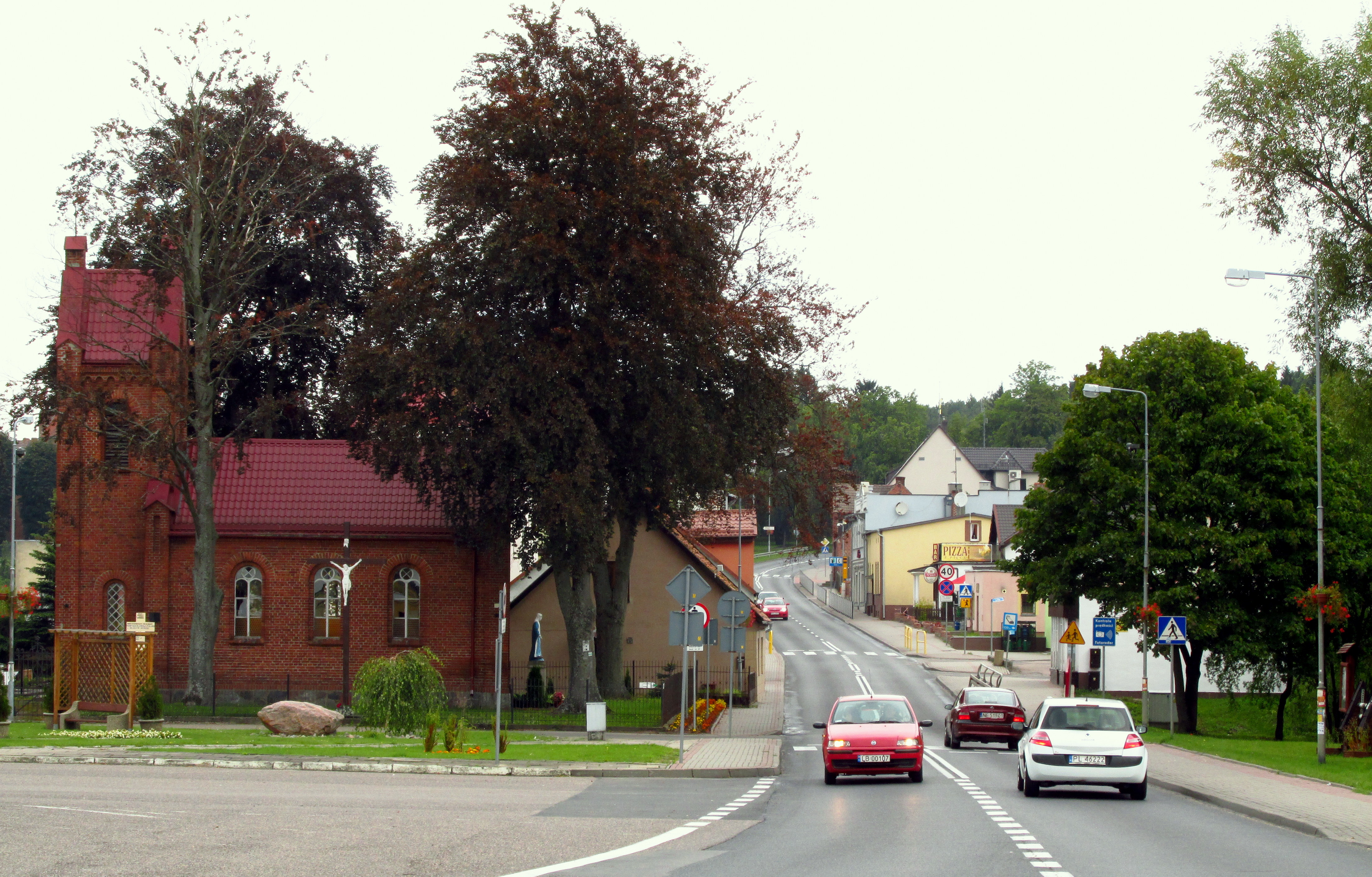
Kościół w centrum Białego Boru

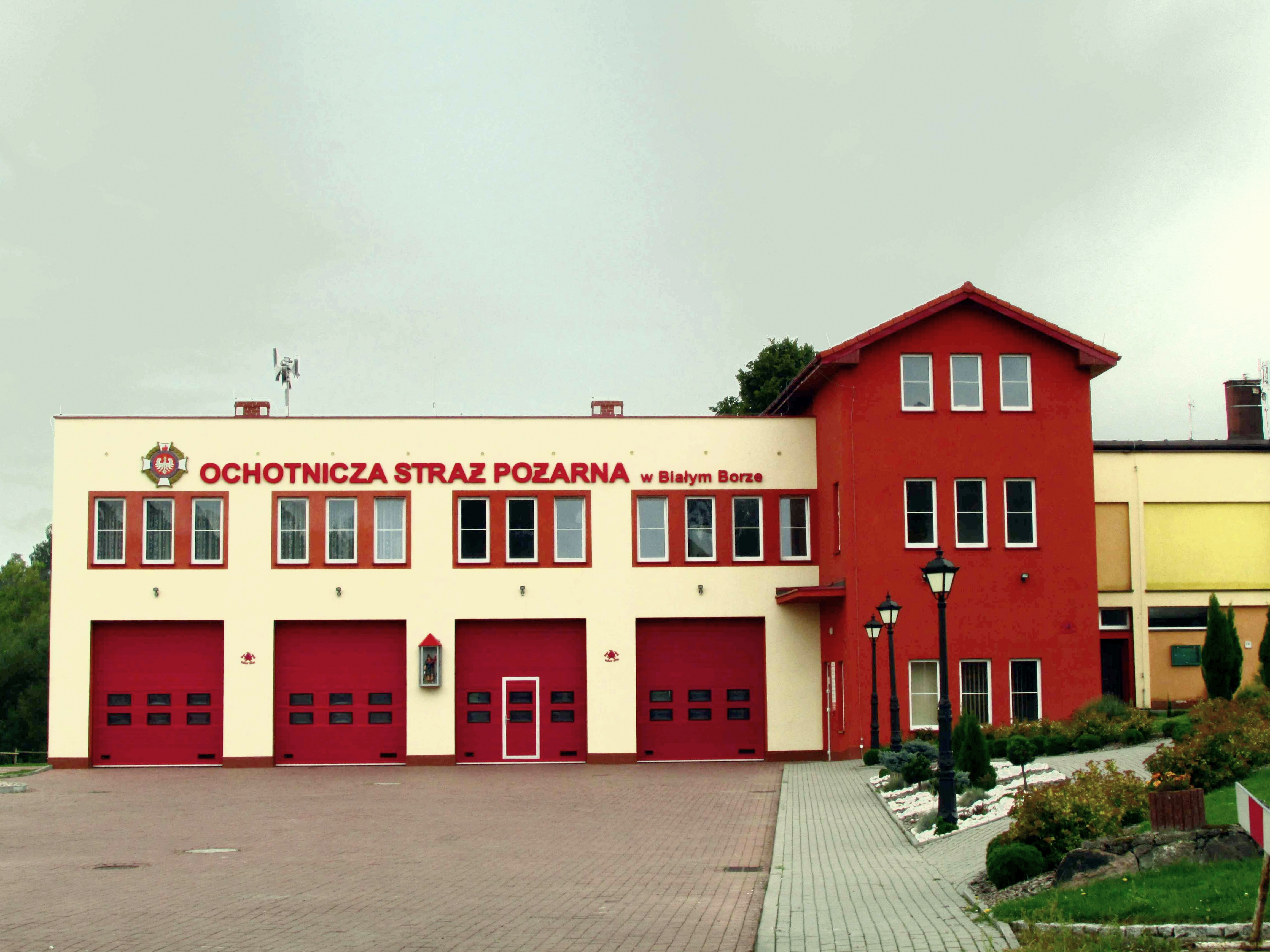
Remiza Ochotniczej straży pożarnej w Białym Borze

Gmina leży na Pojezierzu Bytowskim oraz Równinie Charzykowskiej. Jest to najdalej na wschód położona gmina w województwie. Przez gminę przepływa rzeka Biała (dopływ Czernicy i Gwdy), która tworzy 3 duże jeziora: Cieszęcino, Łobez i Bielsko. W granicach gminy dwa rezerwaty przyrody wodno-florystyczne: „Jezioro Głębokie” i „Jezioro Iłowatka”, dwa pomnikowe głazy, w lesie, 3 km na zachód-północny zachód od Sępolna Wielkiego i 3 km na północny zachód od Sępolna Małego. W gminie znajduje się najwyżej położony obszar województwa. Przez gminę prowadzi znakowany zielony turystyczny Szlak Wzniesień Moreny Czołowej. Tereny leśne zajmują 49% powierzchni gminy, a użytki rolne 39%.
Na terenie gminy znajduje się najwyższy punkt województwa zachodniopomorskiego Góra Krajoznawców.

## Komunikacja

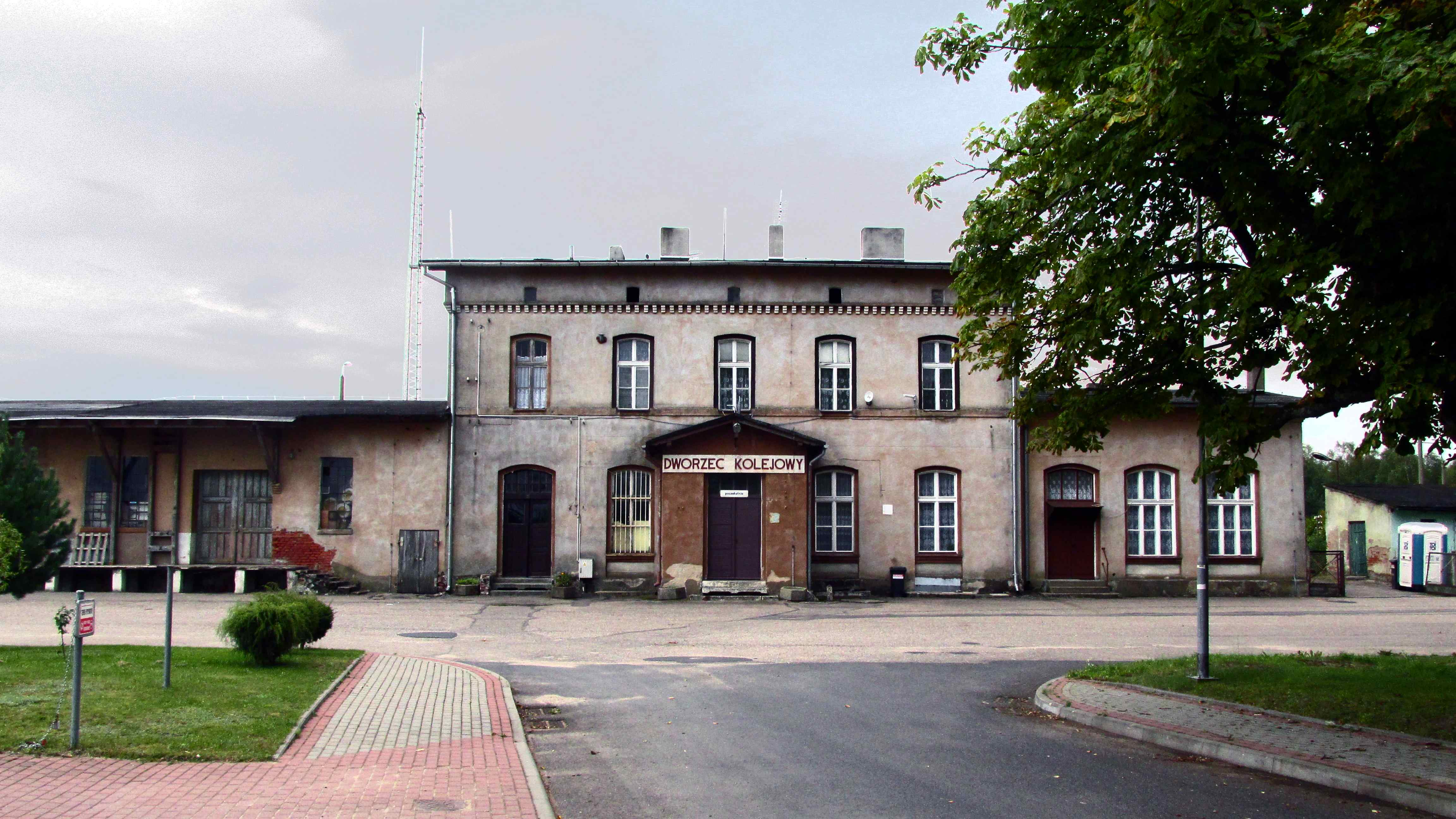
Poczekalnia dworca kolejowego w Białym Borze

Przez obszar gminy prowadzą drogi krajowe: droga krajowa nr 20 ze Stargardu do Gdyni, łącząca Biały Bór z Miastkiem (16 km) i ze Szczecinkiem (29 km) oraz droga krajowa nr 25 do Bobolic (18 km) i przez Rzeczenicę (25 km) do Człuchowa (45 km).
Biały Bór uzyskał połączenie kolejowe w 1878 r. po połączeniu Szczecinka ze Słupskiem przez Miastko oraz Korzybie. Linia ta jest niezelektryfikowana. Czynne są 2 stacje: Biały Bór i Drzonowo.
W gminie czynne są 2 urzędy pocztowe: Drzonowo (nr 78-421) i Biały Bór (nr 78-425).

## Zabytki
- neogotycki kościół św. Michała Archanioła z 1878 r. z zachowanym późnobarokowym ołtarzem głównym i amboną z 1731 r. (Biały Bór, Rynek)
- kamień pamiątkowy poświęcony ofiarom I wojny światowej (plac Jana Pawła II, Biały Bór)
- pomnik ofiar I wojny światowej (Biskupice, Kaliska, Sępolno Wielkie)
- tablica pamiątkowa poświęcona porucznikowi Humelowi z IX Pułku Huzarii, który zginął w trakcie lotu balonem nad Morzem Północnym (cmentarz Sępolno Wielkie)
- pomnik Tarasa Szewczenki – ukraińskiego poety i malarza, patrona szkoły ukraińskiej (Biały Bór, ul. Dworcowa)
- pomnik poświęcony cesarzowi Fryderykowi III (park miejski w Białym Borze) – w tej chwili pozostał jedynie cokół
- pomnik Bohaterów Armii Radzieckiej (park miejski Biały Bór)
- rezerwat przyrody Jezioro Iłowatka – wodny, jezioro lobeliowe, oligotroficzne (Cybulin)
- rezerwat przyrody Jezioro Głębokie (Linowo)
- ścieżkę przyrodniczo – leśną wokół jeziora Łobez z pomnikiem K. Russa (niemiecki poeta i lekarz żyjący w Białym Borze), odcinek Wału Pomorskiego udostępniony do zwiedzania (Biały Bór)
- dawny gmach sądu grodzkiego w stylu neogotyckim z 1878 r. (Biały Bór, ul. Sądowa)
- plenerową wystawę rzeźb w drewnie – teren Białego Boru
- cerkiew greckokatolicka (Narodzenia Przenajświętszej Bogurodzicy) autorstwa prof. Jerzego Nowosielskiego – perła architektury sakralnej (Biały Bór, ul. ks. Bazylego Hrynyka)
- nowy kościół wyznania rzymskokatolickiego (Biały Bór, ul. Słupska)
- plenery wykorzystane do nakręcenia filmowych scen batalistycznych („Pan Wołodyjowski”, „Mazepa”, „Karino”)
- kościół wyznania rzymskokatolickiego w Stepieniu
- kościół pw. św. Mikołaja w Kazimierzu z 1617 r.
- grodzisko nizinne tzw. "majdan wklęsły" VIII-IX w., 300 m na zachód od wsi Kazimierz

## Administracja i samorząd
W 2016 r. wykonane wydatki budżetu gminy Biały Bór wynosiły 24,7 mln zł, a dochody budżetu 25,3 mln zł. Zobowiązania samorządu (dług publiczny) według stanu na koniec 2016 r. wynosiły 16,2 mln zł, co stanowiło 64,2% poziomu dochodów.
Gmina Biały Bór jest obszarem właściwości Sądu Rejonowego w Szczecinku. Sprawy z zakresu ubezpieczeń społecznych i sprawy gospodarcze są rozpatrywane Sąd Rejonowy w Koszalinie. Gmina jest obszarem właściwości Sądu Okręgowego w Koszalinie. Gmina (właśc. powiat szczecinecki) jest obszarem właściwości miejscowej Samorządowego Kolegium Odwoławczego w Koszalinie.
Mieszkańcy gminy Biały Bór z mieszkańcami gminy wiejskiej Szczecinek wybierają 3 z 19 radnych do Rady Powiatu Szczecineckiego, a radnych do Sejmiku Województwa Zachodniopomorskiego w okręgu nr 4. Posłów na Sejm wybierają z okręgu wyborczego nr 40, senatora z okręgu nr 100, a posłów do Parlamentu Europejskiego z okręgu nr 13.
Gmina Biały Bór utworzyła 17 sołectw (jednostek pomocniczych).
Sołectwa w gminie: Biała, Biały Dwór, Bielica, Biskupice, Brzeźnica, Dyminek, Drzonowo, Grabowo, Kaliska, Kazimierz, Kołtki, Przybrda, Sępolno Małe, Sępolno Wielkie, Stepień, Świerszczewo i Trzebiele.

## Miejscowości
WsieBiała, Bielica, Biskupice, Brzeźnica, Drzonowo, Dyminek, Grabowo, Kaliska, Kazimierz, Kołtki, Sępolno Małe, Sępolno Wielkie.
OsadyBagniewko, Białka, Biały Dwór, Borzęcino, Cybulin, Dalkowo, Dołgie, Donimierz, Gostkowo, Jawory, Kamienna, Kierzkowo, Koleśnik, Kosobudy, Linowo, Lubiesz, Łukowo, Miłkowo, Miłobądz, Pierzchowo, Ponikwa, Przybrda, Radzewo, Rosłonki, Rzyszczewko, Stepień, Stepno, Świerczewo, Świerszczewo, Trzebiele, Wodnik, Zduny.